# Romeins theater van Mérida
Het Romeinse theater van Mérida is een antiek theater in de Spaanse stad Mérida, in de oudheid Emerita Augusta.

## Geschiedenis
Emerita Augusta werd in 25 v.Chr. door keizer Augustus gesticht. Het groeide uit tot een belangrijke stad en werd de hoofdstad van de Romeinse provincie Hispania Lusitania. Het theater werd gebouwd in opdracht van Marcus Agrippa. Volgens een inscriptie in het theater werd het gebouw in 15 v.Chr. ingewijd. Het theater is diverse keren verbouwd, onder andere tijdens de regering van Trajanus, toen de huidige façade van het podium werd gebouwd. Een andere grote aanpassing was er in de tijd van Constantijn de Grote, toen het theater verder werd verfraaid en er een straat omheen werd aangelegd.
Het theater werd later gesloten onder invloed van het opkomende Christendom. Men beschouwde de theatervoorstellingen als onzedelijk. Het theater verviel in de eeuwen daarna en raakte bedekt onder een dikke laag aarde, tot op een gegeven moment alleen nog zeven uitstekende delen van de tribune boven de grond uitstaken.

## Het gebouw
Het theater van Mérida is gebouwd volgens een typisch Romeins model, dat al sinds de bouw van het Theater van Pompeius in Rome gangbaar was. Het gebouw vertoont veel gelijkenissen met de theaters van Orange, Dougga en Pompeii. Het theater heeft een doorsnede van 86 meter en bood plaats aan ongeveer 6.000 toeschouwers. De cavea was opgebouwd uit drie verschillende zones. Het onderste deel van de cavea is direct tegen de achterliggende heuvel gebouwd en wordt zo op natuurlijke wijze ondersteund. De hogere delen van de cavea zijn gebouwd op arcaden en gewelfde muren.
Het podiumgebouw (scaenae frons) is deels gereconstrueerd en is een van de fraaiste die uit de oudheid zijn overgeleverd. Het bouwwerk is 7,5 meter breed, 63 meter lang en 17,5 meter hoog. Het bestaat uit twee verdiepingen met zuilen in de Korinthische orde. Achter het podium ligt een bij het theater horende landschapstuin, die was omgeven door een portico.

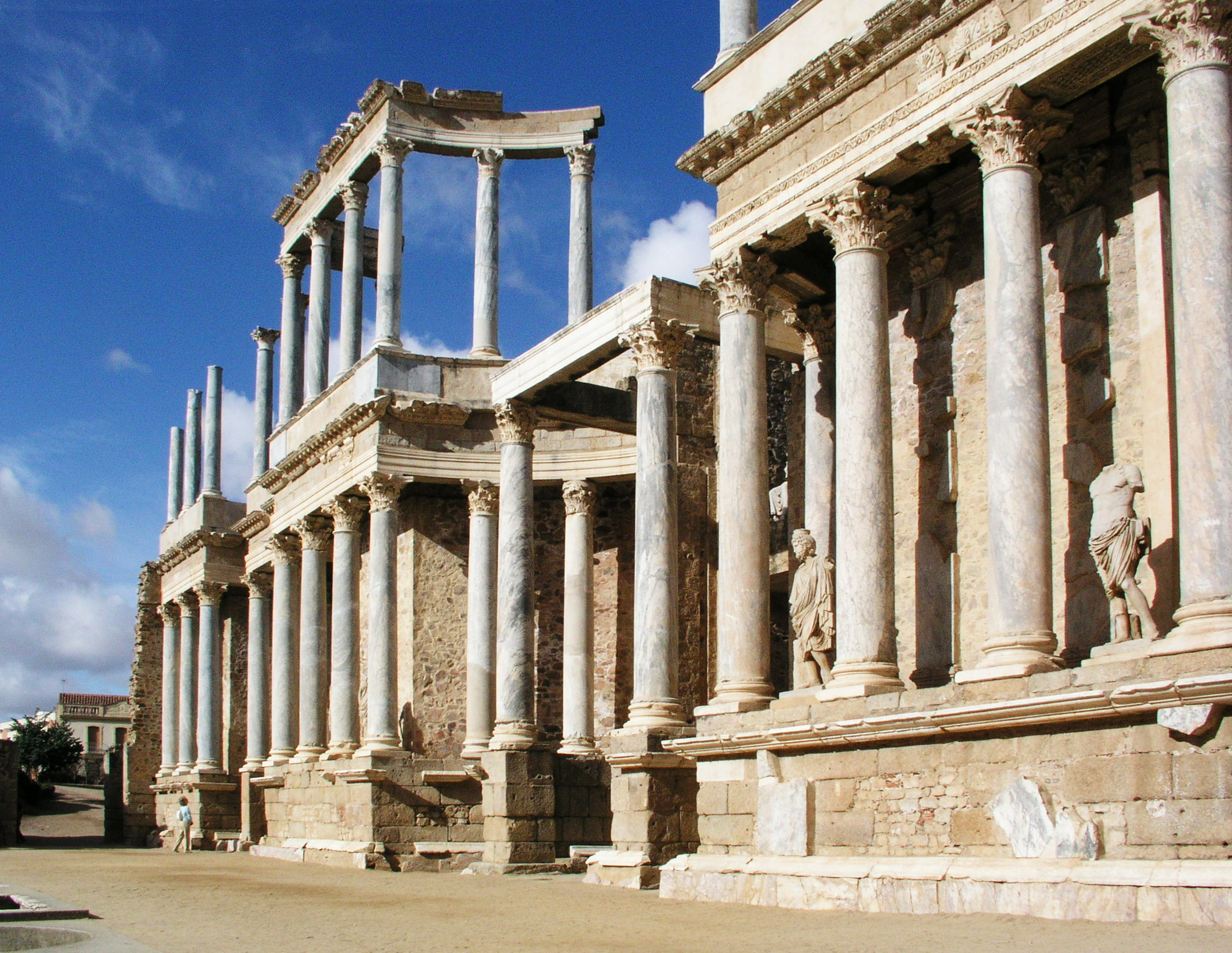
scaenae frons

## Restauratie
Onder leiding van de archeoloog Jose Ramon Mélida Alinari begon men in 1910 met de opgravingen. Zonder veel aandacht te schenken aan de geschiedenis van het theater vanaf de sluiting tot het eind van de 19e eeuw werd het uit de bodem opgegraven. Hierbij werd een groot aantal zuilen, beelden en andere materialen gevonden, met name delen van de scaenae frons. In de jaren 1960 en 1970 werd de scaenae frons met de oude materialen gereconstrueerd. Ook de tribune is grotendeels gerestaureerd, alleen de hoogste zitplaatsen zijn niet meer hersteld en liggen er nog vervallen bij.

## Het theater tegenwoordig
Samen met het naastgelegen amfitheater en het Romeinse circus hoort het theater van Mérida tot de toeristische trekpleisters van de stad. Sinds 1933 wordt er jaarlijks een festival met klassiek theater gehouden, waarmee de oorspronkelijke functie van het theater weer is hersteld.
Het theater van Mérida staat samen met de overige Romeinse monumenten, waaronder het Amfitheater van Mérida, van de stad op de Werelderfgoedlijst van Unesco.
- Library of Congress Control Number: n86055572
- Nationale Bibliotheek van Israël: 987007364285605171
- Virtual International Authority File: 159528686

Alhambra, Generalife en Albaicín, Granada ·
Kathedraal van Burgos ·
Historisch centrum van Córdoba ·
Klooster en plaats van het Escorial, Madrid ·
Werken van Gaudí ·
Grot van Altamira en de paleolithische grotkunst van Noord-Spanje ·
Monumenten van Oviedo en het koninkrijk Asturië ·
Oude stad Ávila met de Kerken-buiten-de-Muren ·
Oude stad Segovia en aquaduct ·
Santiago de Compostella (oude stad) ·
Nationaal park Garajonay ·
Historische stad Toledo ·
Mudéjararchitectuur van Aragón ·
Oude stad Cáceres ·
Kathedraal, Alcázar en Archivo General de Indias in Sevilla ·
Oude stad Salamanca ·
Klooster van Poblet ·
Archeologisch ensemble van Mérida ·
Pelgrimsroute naar Santiago de Compostella ·
Koninklijk klooster van Santa Maria de Guadalupe ·
Nationaal park Doñana ·
Historische ommuurde stad Cuenca ·
La Lonja de la Seda van Valencia ·
Las Médulas ·
Palau de la Música Catalana en Hospital de Sant Pau, Barcelona ·
Monte Perdido ·
Kloosters van San Millán Yuso en Suso ·
Prehistorische rotskunst in de Coa Vallei en de Siega Verde ·
Rotskunst van het Middellandse Zeebekken op het Iberisch Schiereiland ·
Universiteit en historische parochie van Alcalá de Henares ·
Ibiza, biodiversiteit en cultuur ·
San Cristóbal de La Laguna ·
Archeologisch ensemble van Tarraco ·
Archeologisch Atapuerca ·
Catalaanse romaanse kerken van de Vall de Boí ·
Palmeral van Elche ·
Romeinse muur van Lugo ·
Cultuurlandschap van Aranjuez ·
Monumentale renaissance-ensembles van Úbeda en Baeza ·
Vizcayabrug ·
Oude en voorhistorische beukenbossen van de Karpaten en andere regio's van Europa ·
Nationaal park El Teide ·
Herculestoren ·
Cultuurlandschap van de Serra de Tramuntana ·
Erfgoed van kwik. Almadén en Idrija ·
Dolmens van Antequera ·
Kalifaatstad Medina Azahara ·
Cultuurlandschap van de Risco Caído en de heilige bergen van Gran Canaria  ·
Paseo del Prado en Parque del Buen Retiro, een landschap van kunst en wetenschap